# Leighton Buzzard
Leighton Buzzard este un oraș în comitatul Bedfordshire, regiunea East, Anglia. Orașul se află în districtul South Bedfordshire.